# Estuario del Anádyr

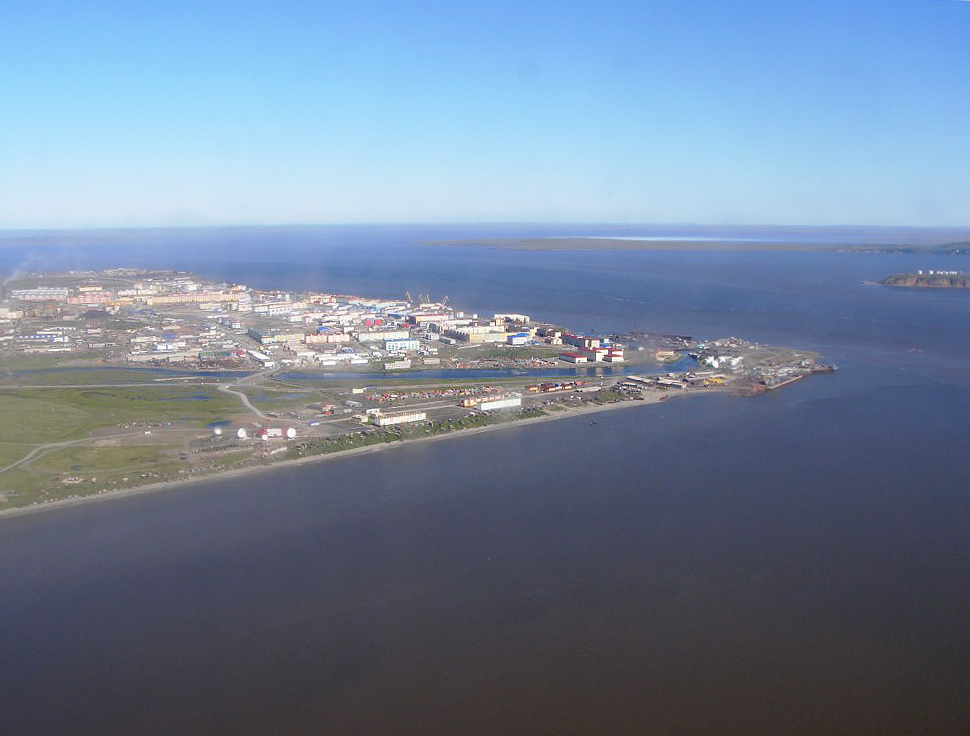
Vista aérea de la ciudad de Anádyr, en el promontorio que separa la bahía exterior de la interior del estuario.

El estuario del Anadir (del ruso: Анадырский Лиман), a veces limán Anadyrskiy, es un profundo estuario o limán localizado en la costa nororiental de Siberia, al fondo del golfo del Anadyr, perteneciente al distrito autónomo de Chukotka de la Federación de Rusia. Alguna veces se considera un limán porque está separado del golfo del Anadyr por la barra del Russkaya Koshka, en el norte, y otra barra (punta Geka) en el sur, que dejan una boca de unos 20 km.
El estuario del Anadir se divide en tres partes:
- la bahía exterior, que recibe el río Tretya (su boca es la muesca en la orilla sur) y que tiene la ribera sur poco profunda.
- la bahía interior, llamada bahía Omolon (Онемен), que recibe al río Velikaya (556 km) a través de una estrecha bahía en el suroeste. Está bahía interior está separada de la exterior por un promontorio, en el que está emplazada en la punta la ciudad de Anadyr (11.600 hab. en 2007). El río Anadyr (1146 km) entra en esta bahía interior desde el oeste.
- una serie de lagos que forman la boca del río Kanchalan (426 km), situados al norte del promontorio que separa las dos bahías anteriores.